# Том Форд (снукър играч)
Томас „Том“ Форд (на англ.: Tom Ford) е английски професионален играч на снукър, роден на 17 август 1983 година в Лечестър, Англия.
Том Форд е приятел от детството на Марк Селби и като по-млади често са играли заедно.
Най-доброто му класиране към днешна дата е било класирането му за Купата на Малта през 2005 г., където побеждава Кен Дохърти, но след това губи от Стивън Хендри.
През 2007 г. постига максимален брейк на Гран При в мач срещу Стив Дейвис, и то малко след като е излязъл от болница, заради от гастроентерит. На турнира обаче не успява да излезе от групата си и се класира на 3-то място в не след Рони О'Съливан и Джерард Грийн. За жалост този максимален брейк беше постигнат на нетелевизионна маса и премията, която прибра Том Форд беше значително по-ниска.
Класирането му за Шанхай мастърс през 2008 г. се счита за успех. В квалификациите за попадане в основната схема Том Форд се включва в третия кръг и побеждава Андрю Норман с 5 – 2 фрейма. В следващия последен квалификационен кръг надвива силния Стивън Лий с 5 – 4 фрейма. В основната схема трябва да играе с неудобния шотландец Джон Хигинс.

## Сезон 2009/10
| Турнир                    | Резутат | Спечелени пари | Ранкинг точки | Най-голям брейк | 100+ брейк | 50+ брейк | Брой спечелени срещи |
| ------------------------- | ------- | -------------- | ------------- | --------------- | ---------- | --------- | -------------------- |
| Шанхай мастърс 2009       |         | £              |               |                 |            |           |                      |
| Гран При 2009             |         | £              |               |                 |            |           |                      |
| Британско първенство 2009 |         | £              |               |                 |            |           |                      |
| Мастърс 2010              |         | £              |               |                 |            |           |                      |
| Първенство на Уелс 2010   |         | £              |               |                 |            |           |                      |
| Първенство на Китай 2010  |         | £              |               |                 |            |           |                      |
| Световно първенство 2010  |         | £              |               |                 |            |           |                      |
| Общо                      |         | £              |               |                 |            |           |                      |